# Aaron Crow

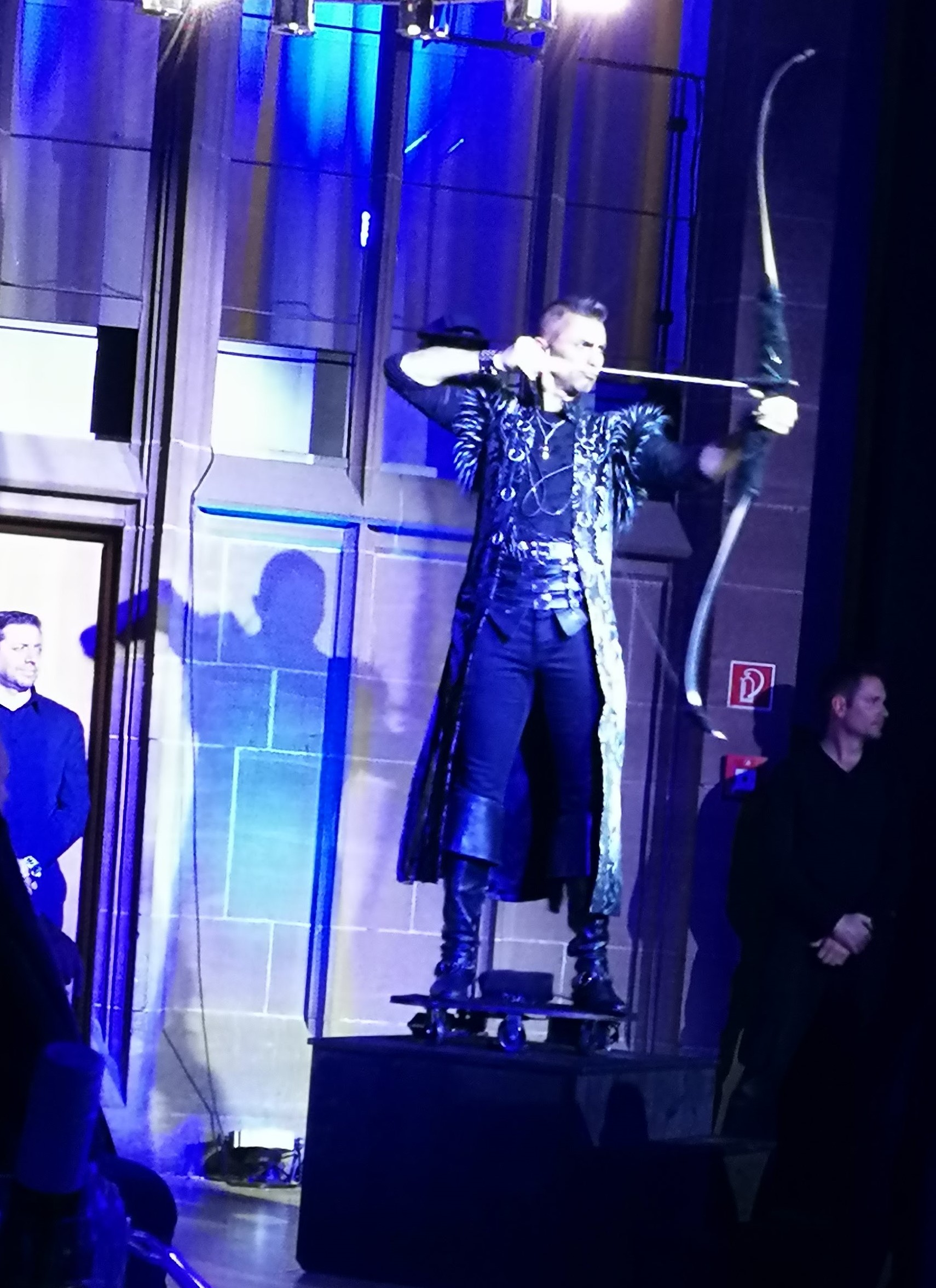
Aaron Crow – Mentalist/Magier

Aaron Crow (* 12. Februar 1969 in Belgien) ist ein belgischer Mentalist, Magier und Danger-Act. Bekannt wurde er durch Auftritte in Le Plus Grand Cabaret du Monde und America’s Got Talent 2018. Die Clips haben insgesamt über 120 Millionen Aufrufe auf YouTube. Crow war im Rahmen der um die Welt tourenden Magie-Show The Illusionists mit zwei seiner Showacts im Sydney Opera House und am Broadway in New York, zusammen mit den Magiern Dan Sperry, Kevin James und Jeff Hobson.

## Werdegang
Crow arbeitete als Lehrer und Erzieher in einer Jugendeinrichtung, deren Leiter er später wurde. Neben der Zauberkunst übte er sich in dem Kampfsport Taekwondo. Hier erlangte er den „schwarzen Gürtel“. Für eine kurze Zeit gehörte er zum belgischen Tae-Kwon-Do-Team.
Eine Nachricht von einem Freund inspirierte ihn zur Teilnahme an den Weltmeisterschaften der Magie 2003 in Den Haag. Für diesen Wettbewerb entwickelte er seinen „Candle and Sword Act“. Von 150 Acts belegte er den zweiten Platz als Mentalist.
Crow gewann den ersten Platz in Mental Magie im „World Championships of Magic“ und den „Le Mandraque d’or“ in Paris. Mitte 2016 feierte seine Abendshow „FearLess!“ Premiere in Malaysia.

## TV-Auftritte
- The next Uri Geller – Unglaubliche Phänomene Live, 2008–2009[4]
- Debby en Nancy’s Warme Wintershow, 2012[4]
- Britain’s Got Talent, 2013[4]
- Le Plus Grand Cabaret du Monde, 2016[4]
- Luís de Matos – Impossível, 2017[5]
- Showdown der weltbesten Magier, 2017[6]